# جعفر کاشف‌الغطا
شیخ جعفر بن خضر مالکی مشهور به کاشف الغطاء (درگذشته ۱۲۲۷ قمری) فقیه و مجتهد شیعه و از مراجع تقلید ساکن نجف در اوایل قرن ۱۳ ه‍.ق بود. نسب وی به مالک اشتر (فرمانده سپاه امام علی) می‌رسد.
از مهم‌ترین آثار کاشف الغطاء کتاب جامع کشف الغطاء می‌باشد. شیخ جعفر کاشف الغطا، شاگرد محمدباقر وحید بهبهانی و سید محمدمهدی بحرالعلوم بوده است.

## شاگردان
وی در نجف می‌زیسته و شاگردان بسیاری تربیت کرده است سید جواد عاملی صاحب مفتاح الکرامه و شیخ محمدحسن صاحب جواهر از جمله شاگردان او هستند.
- سید محمدباقر شفتی، صاحب انوار
- علامه محمد ابراهیم کلباسی، صاحب اشارات
- سید صدرالدین عاملی
- احمد محسنی
- سید محمد باقر خوانساری صاحب روضات الجنات
- محمدتقی رازی ایوانکی، معروف به صاحب حاشیه نویسنده کتاب هدایةالمسترشدین[۴]
- محمدجعفر ترشیزی، شیخ جعفر نجفی کاشف‌الغطاء زمانی که به دیار ترشیز سفر کرد در منزل محمد جعفر ترشیزی در قریه قوژد رحل اقامت انداخت (تاریخ علمای خراسان -عبدالرحمان بن نصرالله مدرس شیرازی صفحه ۷۵)

## جنگ ایران و روس، نقش جعفر کاشف‌الغطا
فتحعلی‌شاه، برادرزاده آقامحمدخان قاجار، پس از شکست در دوره اول جنگ‌های ایران و روس، طی عهدنامه گلستان، گرجستان و نواحی شمال قفقاز را به روس‌ها واگذار کرد. شیخ جعفر کاشف‌الغطاء از علمایی بود که از شروع دور دوم جنگ‌های ایران و روسیه حمایت کرد و از سوی خود به فتح‌علی‌شاه قاجار اجازه و حکم جهاد داد.

## تالیفات
- کشف الغطاء عن مبهمات الشریعة الغراء
- عقائد الجعفریة فی اصول الدین
- اثبات الفرقة الناجیة من بین الفرقة الاسلامیة
- بغیة الطالب، در طهارت و نماز.
- غایة المامول فی علم الاصول.
- شرح الهدایه للطباطبائی.
- الحق فی تصویب المجتهدین و تخطئه الاخباریین، کتابی است استدلالی در رد اخباریین و اظهار حق اصولیین.
- رساله منهج الرشاد لمن أرادَ السداد در رد وهابیان نوشته شده است.[۶]

## خاندان کاشف الغطا
سه پسر او از بزرگان عالم فقاهت بوده‌اند:
- موسی کاشف الغطا
- علی کاشف الغطا که بعد از شیخ موسی ریاست حوزه علمیه را برعهده گرفت.
- شیخ حسن کاشف الغطا

از جمله مهم‌ترین علمای خاندان کاشف الغطا، محمد حسین کاشف الغطا می‌باشد.
جعفر پنج داماد داشته است که این پنج داماد نیز هر کدام از فقهای به نام شیعه می‌باشند و آن‌ها عبارتند از:
1. اسد اللّه تستری کاظمی،
2. محمدتقی رازی اصفهانی،
3. سید صدر الدین موسوی عاملی.
4. آقا محمد علی هزار جریبی.
5. محمد، پدر شیخ راضی.

محمدتقی رازی پدر محمدباقر نجفی اصفهانی بوده و سرسلسله خاندان نجفی اصفهانی محسوب می‌شود.
سید صدرالدین موسوی عاملی نیز بزرگ خاندان صدر به حساب می‌آید.

## درگذشت
کاشف الغطا در سال ۱۲۲۷ یا ۱۲۲۸ قمری در نجف درگذشت و در مکانی کنار حرم علی بن ابی‌طالب به خاک سپرده شد که بعدها به مقبره کاشف الغطا (جامع کاشف الغطا) معروف گشت.